# Чест Тауншип (округ Кембрія, Пенсільванія)
Чест Тауншип (англ. Chest Township) — селище (англ. township) в США, в окрузі Кембрія штату Пенсільванія. Населення — 457 осіб (2020).

## Демографія
Згідно з переписом 2010 року, у селищі мешкало 349 осіб у 146 домогосподарствах у складі 111 родини. Було 183 помешкання
Расовий склад населення:
| - 98,0 % — білих - 0,6 % — корінних американців |

До двох чи більше рас належало 1,4 %. Частка іспаномовних становила 1,7 % від усіх жителів.
За віковим діапазоном населення розподілялося таким чином: 15,8 % — особи молодші 18 років, 66,1 % — особи у віці 18—64 років, 18,1 % — особи у віці 65 років та старші. Медіана віку мешканця становила 52,3 року. На 100 осіб жіночої статі у селищі припадало 119,5 чоловіків;  на 100 жінок у віці від 18 років та старших — 119,4 чоловіків також старших 18 років.
Середній дохід на одне домашнє господарство  становив 71 234 долари США (медіана — 65 417), а середній дохід на одну сім'ю — 78 713 долари (медіана — 75 000). Медіана доходів становила 51 667 доларів для чоловіків та 47 500 доларів для жінок. За межею бідності перебувало 2,8 % осіб, у тому числі 0,0 % дітей у віці до 18 років та 6,0 % осіб у віці 65 років та старших.
Цивільне працевлаштоване населення становило 153 особи. Основні галузі зайнятості: освіта, охорона здоров'я та соціальна допомога — 32,7 %, роздрібна торгівля — 15,0 %, транспорт — 11,1 %, публічна адміністрація — 7,8 %.